# Arhitektura u 1694.
◄◄ | ◄ | 1691. | 1692. | 1693. | 1694.  | 1695. | 1696. | 1697. | ► | ►►
Arhitektura • Astronomija • Biologija • Glazba • Kazalište • Kemija • Kiparstvo • Knjige • Književnost • Kršćanstvo • Medicina • Politika • Pravo • Promet • Slikarstvo • Znanost
Arhitektura u 1694.

## Svijet

### Zgrade i druge građevine
- Sagrađena palača obitelji Bujović u Perastu, prema nacrtima Giovannija Battiste Fonte[1]

## Vanjske poveznice
|  | Zajednički poslužitelj ima još gradiva o temi Arhitektura u 1690-im |